# Novia cylindrica
Novia cylindrica là một loài ruồi trong họ Tachinidae.